# Лейк-Парк (Флорида)
Лейк-Парк (англ. Lake Park) — місто (англ. town) в США, в окрузі Палм-Біч штату Флорида. Населення — 9047 осіб (2020).

## Географія
Лейк-Парк розташований за координатами 26°48′1″ пн. ш. 80°4′10″ зх. д. / 26.80028° пн. ш. 80.06944° зх. д. (26.800141, -80.069494).  За даними Бюро перепису населення США в 2010 році місто мало площу 6,09 км², з яких 5,63 км² — суходіл та 0,45 км² — водойми.

## Демографія
Згідно з переписом 2010 року, у місті мешкало 8155 осіб у 3144 домогосподарствах у складі 1890 родин. Густота населення становила 1339 осіб/км².  Було 3742 помешкання (615/км²).
Расовий склад населення:
| - 55,0 % — чорних або афроамериканців - 37,4 % — білих - 2,4 % — азіатів - 0,2 % — корінних американців - 0,1 % — вихідців з тихоокеанських островів - 2,0 % — осіб інших рас |

До двох чи більше рас належало 2,8 %. Частка іспаномовних становила 8,0 % від усіх жителів.
За віковим діапазоном населення розподілялося таким чином: 24,3 % — особи молодші 18 років, 64,3 % — особи у віці 18—64 років, 11,4 % — особи у віці 65 років та старші. Медіана віку мешканця становила 36,0 року. На 100 осіб жіночої статі у місті припадало 93,4 чоловіків;  на 100 жінок у віці від 18 років та старших — 93,3 чоловіків також старших 18 років.
Середній дохід на одне домашнє господарство  становив 52 903 долари США (медіана — 42 627), а середній дохід на одну сім'ю — 61 599 доларів (медіана — 51 201). Медіана доходів становила 38 106 доларів для чоловіків та 36 064 долари для жінок. За межею бідності перебувало 24,5 % осіб, у тому числі 28,0 % дітей у віці до 18 років та 14,9 % осіб у віці 65 років та старших.
Цивільне працевлаштоване населення становило 4323 особи. Основні галузі зайнятості: роздрібна торгівля — 20,2 %, освіта, охорона здоров'я та соціальна допомога — 16,8 %, мистецтво, розваги та відпочинок — 16,6 %.